# Kronberger 61
Kronberger 61 (ook bekend als de voetbal) is een  planetaire nevel ontdekt door een amateurastronoom in januari 2011, waarvan de nieuwe afbeeldingen zijn genomen door het Gemini-observatorium. De nevel is vernoemd naar de Oostenrijker Mattias Kronberger, die lid is van de amateur groep Deep Sky Hunters. Ze ontdekten de nevel in het sterrenbeeld Lier. De nevel ligt in een relatief klein gebied, dat werd gemonitord door NASA's Kepler missie. Het licht van de nevel is voornamelijk te danken aan de emissies van geïoniseerd zuurstof.
Vanaf de Aarde gezien bevindt Kronberger 61 zich schijnbaar net ten noorden van de open sterrenhoop NGC 6791.